# Isola (Mississippi)
Isola è una città (town) degli Stati Uniti d'America, situata nella contea di Humphreys, nello Stato del Mississippi.